# Elena Brugger
Elena Heike Brugger (21 de agosto de 1997) es una deportista alemana que compite en lucha libre.
Ganó una medalla de bronce en el Campeonato Mundial de Lucha de 2024 y dos medallas de bronce en el Campeonato Europeo de Lucha, en los años 2022 y 2023.

## Palmarés internacional
| Campeonato Mundial | Campeonato Mundial | Campeonato Mundial | Campeonato Mundial |
| Año                | Lugar              | Medalla            | Categoría          |
| ------------------ | ------------------ | ------------------ | ------------------ |
| 2024               | Tirana (Albania)   | Medalla de bronce  | 59 kg              |
| Campeonato Europeo |                    |                    |                    |
| Año                | Lugar              | Medalla            | Categoría          |
| 2022               | Budapest (Hungría) | Medalla de bronce  | 59 kg              |
| 2023               | Zagreb (Croacia)   | Medalla de bronce  | 57 kg              |